# 楚人
楚人，又被稱為荊楚、楚蠻、荊蠻，古代族群，被周人分類為南蠻，生活於長江中游至下游地區，建立楚國，其疆域範圍最大時期為約當今中華人民共和國湖南省、湖北省、安徽省、江苏省，以至於江西省、浙江省一帶。在漢朝後，居住在江南地帶的漢族，也被稱為楚人。

## 歷史
楚人的歷史記載始於西周，在商朝時就有活動記錄。據《竹書紀年》與《詩經》記載，商王武丁攻打鬼方時，曾經征討楚人。在商朝時，楚人曾建立傭方、歸方、虎方、雩方等不同的部落國家。
在商朝晚期，楚人與周朝結盟，推翻殷商，建立楚國。

## 語言
在語言學界，上古楚語有屬於漢語族，或是苗瑶语族兩種猜測。